# Schitu din Vale
Schitu din Vale – wieś w Rumunii, w okręgu Aluta, w gminie Pleșoiu. W 2011 roku liczyła 207 mieszkańców.